# ツール郡 (モンタナ州)
ツール郡（英: Toole County）は、アメリカ合衆国モンタナ州の北部に位置する郡である。2010年国勢調査での人口は5,324人であり、2000年の5,267人から1.1％増加した。郡庁所在地はシェルビー市（人口3,376人）であり、同郡で人口最大の自治体でもある。1914年にヒル郡とティトン郡の一部を合わせて設立され、郡名は初代および第4代モンタナ州知事を務めたジョゼフ・ツールに因んで名付けられた。

## 地理
アメリカ合衆国国勢調査局に拠れば、郡域全面積は1,946平方マイル (5,040 km2)であり、このうち陸地は1,911平方マイル (4,950 km2)、水域は35平方マイル (91 km2)で水域率は1.79％である。
郡の北はカナダ＝アメリカ合衆国国境であり、アルバータ州に接している。南側郡境の一部は郡南東部を流れるマリアズ川である。東部は幾つかのクリークが流れており、そのうち最大のものはスウィートグラス丘陵から発し、郡内を南寄りに流れるウィロウクリークである。スウィートグラス丘陵などでは石油とガスが埋蔵されていることがわかってきた。

### 隣接する郡
- グレイシャー郡 - 西
- ポンデラ郡 - 南
- リバティ郡 - 東
- カナダ、アルバータ州ワーナー郡5号 - 北
- カナダ、アルバータ州クーツ村 - 北
- カナダ、アルバータ州フォーティマイル郡8号 - 北東

## 人口動態
以下は2000年の国勢調査による人口統計データである。
| 基礎データ - 人口: 5,267人 - 世帯数: 1,962 世帯 - 家族数: 1,308 家族 - 人口密度: 1人/km2（3人/mi2） - 住居数: 2,300軒 - 住居密度: 0軒/km2（1軒/mi2） 人種別人口構成 - 白人: 93.89% - アフリカン・アメリカン: 0.15% - ネイティブ・アメリカン: 3.19% - アジア人: 0.30% - 太平洋諸島系: 0.02% - その他の人種: 0.32% - 混血: 2.13% - ヒスパニック・ラテン系: 1.16% 先祖による構成 - ドイツ系：23.0％ - ノルウェー系：19.4％ - アイルランド系：10.2％ - アメリカ人：8.3％ - イギリス系：8.3％ 言語による構成 - 英語：93.7％ - ドイツ語：4.2％ - スペイン語：1.3％ | 年齢別人口構成 - 18歳未満: 25.5% - 18-24歳: 6.8% - 25-44歳: 28.2% - 45-64歳: 23.6% - 65歳以上: 15.9% - 年齢の中央値: 39歳 - 性比（女性100人あたり男性の人口） - 総人口: 106.5 - 18歳以上: 107.2 世帯と家族（対世帯数） - 18歳未満の子供がいる: 32.3% - 結婚・同居している夫婦: 56.8% - 未婚・離婚・死別女性が世帯主: 6.5% - 非家族世帯: 33.3% - 単身世帯: 30.2% - 65歳以上の老人1人暮らし: 13.7% - 平均構成人数 - 世帯: 2.47人 - 家族: 3.09人 収入と家計 - 収入の中央値 - 世帯: 30,169米ドル - 家族: 39,600米ドル - 性別 - 男性: 27,284米ドル - 女性: 19,141米ドル - 人口1人あたり収入: 14,731米ドル - 貧困線以下 - 対人口: 12.9% - 対家族数: 9.7% - 18歳未満: 15.0% - 65歳以上: 9.5% |

### 収入

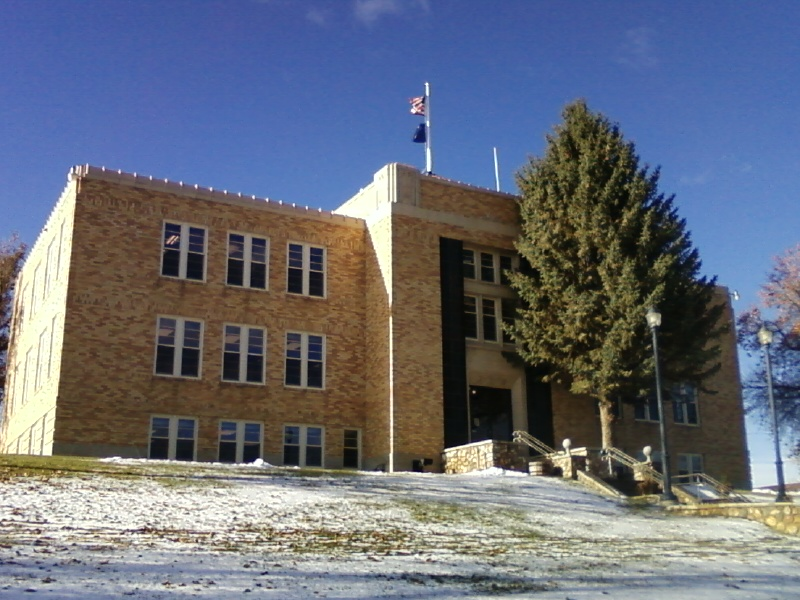
シェルビーにあるツール郡庁舎

## 都市と町

### 都市
- シェルビー - 郡庁所在地

### 町
- ケビン
- サンバースト

### その他の町
- ネイスミス
- スウィートグラス